# 납빛따오기
납빛따오기(Plumbeous ibis)는 이전에는 푸른따오기(Blue ibis)라고도 불렸던, 이 종은 남아메리카 중부 일부 지역에만 서식하는 큰 독특한 따오기아과 종이다.

## 묘사
이 큰 따오기의 길이는 71~77cm이며, 날개 길이는 수컷이 397~450mm, 암컷이 360~406mm이다. 수컷은 145~167mm, 암컷은 126~147mm이다. 수컷은 외모가 비슷하지만 암컷은 약간 더 작다. 납빛따오기는 머리 뒤쪽에서 10cm 아래로 뻗어 있는 긴 회색 깃털로 구성된 독특한 덥수룩한 볏을 통해 쉽게 알아볼 수 있다.
성체 깃털은 보통 회색이지만 청회색, 녹회색 또는 갈색이 될 수 있다. 등쪽 깃털은 얼룩덜룩한 회갈색이므로 깃털이 위보다 아래쪽에서 더 밝게 보인다. 비행 깃털과 꼬리 깃털은 짙은 갈색 또는 검은색이며 광택이 나는 녹색 청동이 겹쳐져 있다. 또한 빛에 따라 몸에 다양한 다른 미묘한 색조가 있는 것으로 보고되었다. 새가 올바른 빛을 받으면 깃털이 은회색으로 보이고, 머리 윗부분은 짙은 갈색으로 녹색 색조를 띠며, 주요 깃털은 짙은 파란색으로, 꼬리는 짙은 녹색으로, 목과 목의 깃털은 연한 갈색으로 보이며 가끔 분홍색 색조를 띤다.
아래쪽으로 구부러진 검은색 부리가 하악골 사이에 톱니 모양으로 있다. 주름과 목의 맨살은 검은색 또는 짙은 회색이다. 다리는 분홍색 주황색이며 구애를 준비하기 위해 번식기에 어두워진다. 홍채는 짙은 주황색이지만 동공 주변이 약간 더 연한 것으로 알려져 있다. 일부 개체에서는 홍채가 갈색을 띠는 노란색도 보고된 바 있다.
병아리들은 연한 회색 솜털 깃털을 가지고 있으며, 이 깃털은 성체들에게 더 정교한 색조가 부족하다. 발아한 어린 개체들은 어두운 홍채, 회색 다리, 덜 발달된 목덜미 볏, 이마에 더 넓은 흰색 띠, 그리고 붉은 맨살 반점으로 성체들과 구별된다. 이마의 흰색 띠는 생후 18일이 지나면 어린 개체들에게서 발달하기 시작하며, 가까이서 보면 성체들보다 더 밝은 흰색으로 보인다.
이 따오기는 강력한 근육 구조를 통해 튼튼하고 직설적으로 날아다니며 목과 날개를 쭉 뻗고 간헐적인 활공으로 꾸준히 날개를 두드리고 있다.

### 울음소리
이 종이 내는 큰 울음소리는 다양하다. 기본 소리는 고음의 빠른 pi-pi-pi-pi로, 다소 금속적인 음색을 가지고 있으며 낮 동안 새가 땅에 서 있을 때 낼 수 있다. 이 소리는 1마일 반 떨어진 곳에서도 들릴 정도로 큰 황동 줄을 가진 밴조 소리와 비슷하다고 한다.

## 분포 및 서식지
납빛따오기는 남아메리카 중부 일부 지역에 걸쳐 비교적 좁은 분포를 가지고 있다. 이는 브라질 남서부, 특히 마투그로수주 남부와 히우그란지두술주 지역에서 발생한다. 파라과이, 특히 차코 지역과 파라나 분지, 우루과이, 아르헨티나 북동부 및 볼리비아 북부와 동부에서 발생한다. 볼리비아 북부 개체는 이 따오기의 나머지 분포 지역에 걸쳐 있는 더 큰 연속 인구와 지리적으로 고립되어 있다. 분포 범위의 가장 서쪽 부분은 볼리비아 중부의 안데스산맥과 투쿠만주까지 확장된다. 아르헨티나에서는 때때로 코르도바주와 부에노스아이레스까지 남쪽에서 목격되기도 하지만, 이 지역에서는 출신이 아니다.
이 종은 비교적 흔한 것처럼 보이지만, 일부 지역에서는 상대적으로 풍부하지만 다른 지역에서는 덜 드문 편이다. 예를 들어, 히우그란지두술주에서는 풍토병이지만 실제로는 북부 파투스호에서는 자주 발생한다. 파라과이의 차코, 특히 북부 차코에서는 담수의 넓은 지역에서 많은 개체가 서식하는 비교적 흔한 종으로, 이 종은 이 지역의 습지 아비파우나를 상징하는 종으로 간주된다. 반대로, 아르헨티나 북부 팜파스에서는 분포의 최남단에서 드물게 기록되었으며, 1990년대 동안 산타페주의 멜린쿠호에 람사르 유적지에서 조사 중 일부 개체가 목격되기도 했다.

## 상황
2004년부터 IUCN은 납빛따오기를 취약종으로 평가하고 있다. 이는 이 종이 다양한 크기와 개체수 추세 기준에서 취약성 기준에 도달하지 못하기 때문이다. 전 세계 개체수는 약 50,000~100,000마리로 추정된다.  그러나 납빛따오기의 생물학적 특성에 대한 추가 정보는 이 종의 성공적인 보존을 위해 필요하며, 따라서 향후 큰 개체수 감소로부터 이를 보호해야 한다.